# Puente de las Águilas

El puente de las Águilas (en búlgaro: Орлов мост, Orlov most) es un puente que cruza el río Perlovska, situado en el centro de Sofía, capital de Bulgaria. El puente y la plaza donde se sitúa, llamada a veces Ploshtad Orlov Most (plaza del puente de las Águilas), son usualmente denominados simplemente puente de las Águilas (Orlov most). El nombre del puente procede de las cuatro estatuas de águilas situadas en él, que son simbólicamente sus protectores y patrones.

## Historia y ubicación

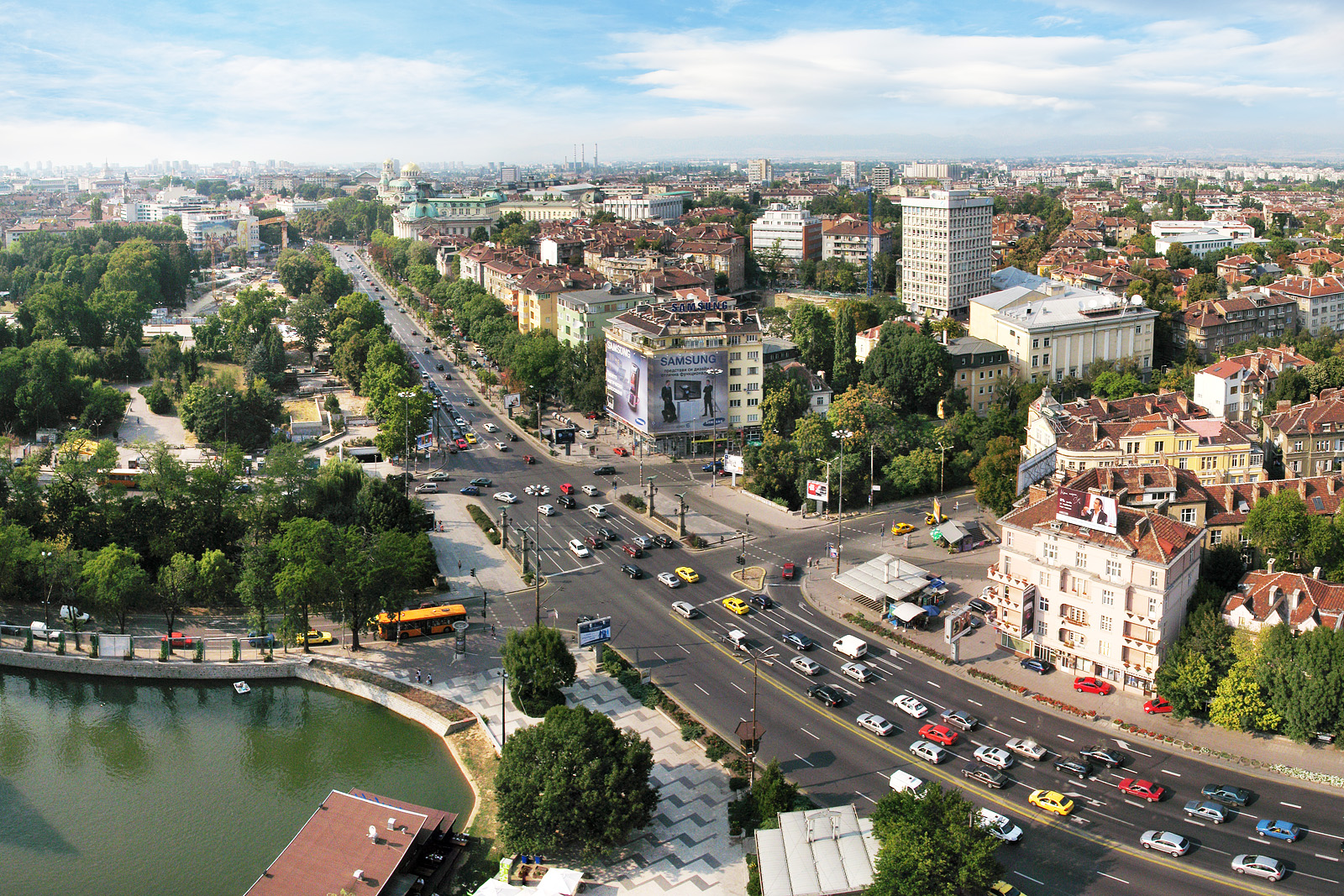
Vista aérea de la Plaza del Puente de las Águilas

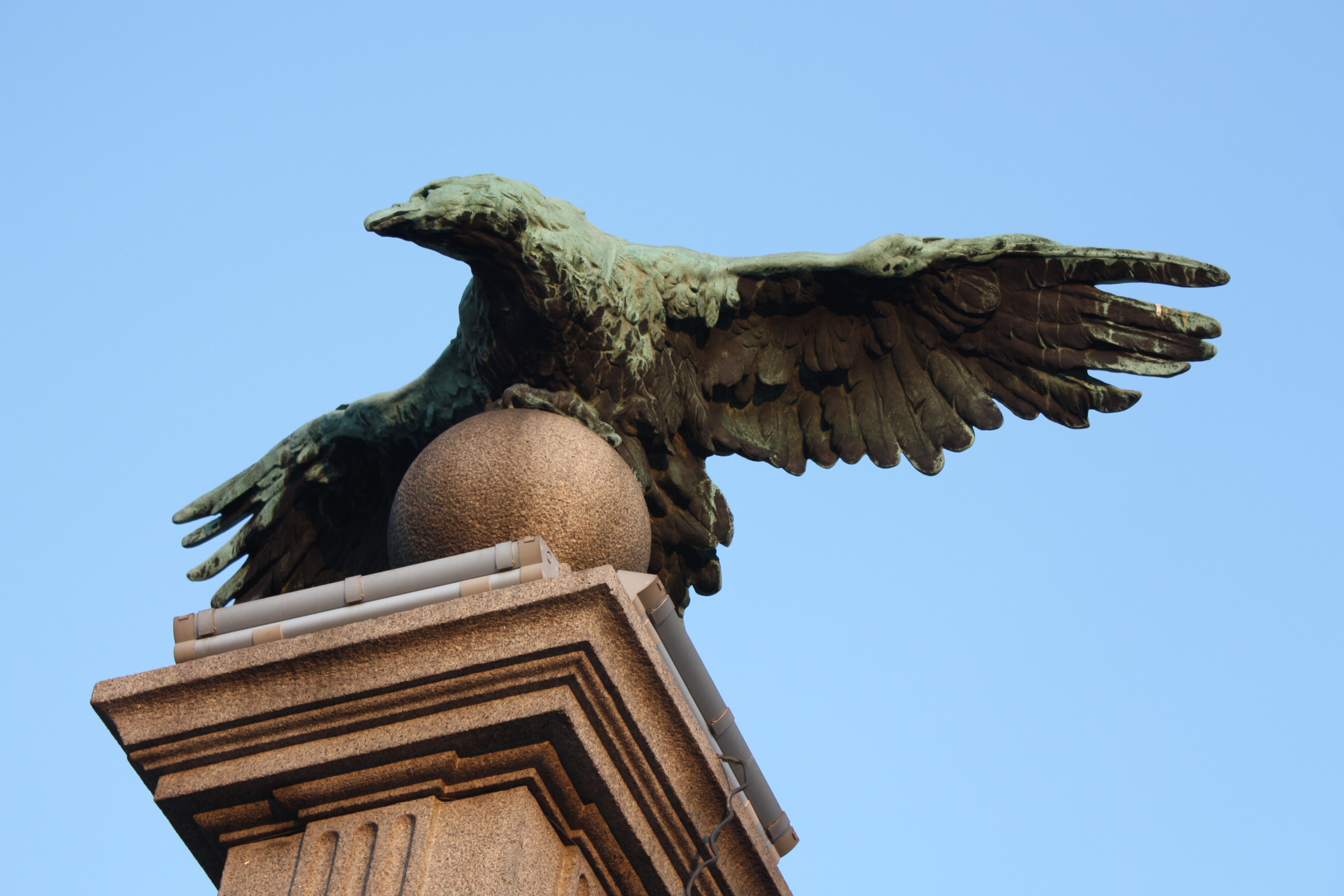
Detalle de una de las águilas

Está situado cerca del Estadio Nacional Vasil Levski, el Monumento al Ejército Soviético, el parque Borisova gradina, el lago Ariana, y la Universidad de Sofía. Dos bulevares importantes se cruzan aquí: el bulevar Evlogi Georgiev, que sigue el curso del río Perlovska, y la calle de Tsarigrad. Además, aquí termina la calle del zar Ivan Asen II. Para el tráfico que entra a Sofía desde el sureste por la calle de Tsarigrad, el puente de las Águilas es la primera plaza y el lugar por el que se accede al centro de la ciudad.
Fue construido en 1891 por el arquitecto checo Václav Prošek, su hermano Jozef y sus primos Bohdan y Jiří. También diseñaron y construyeron juntos el puente de los Leones en 1889, el acceso norte al centro de Sofía. El coste total de la construcción del puente fue de 80 000 levs de oro.
Una de las columnas del puente, junto con un águila de bronce, aparece en el reverso del billete de 20 levs, emitido en 1999 y 2007.
En 2012, hubo en el puente protestas de ecologistas contra la construcción en la montaña Vitosha y el lugar natural Dyuni, en la costa del mar Negro. También hubo protestas políticas en 2013, con escenas de violencia en las protestas de invierno, que contrastan con las reuniones masivas, pero pacíficas en las protestas de verano.